# 菲英島
菲英岛（發音：[ˈfyːˀn]）是丹麥僅次於西蘭島和北日德兰岛的第三大島（若考慮丹麥的自治領地格陵蘭則為第四大島），是世界第165大岛，面積為2,984平方公里，主要城市為欧登塞，全岛人口為466,284人（2013年）。全岛制高点为弗勒比约·巴夫内赫伊，高度为131米。
从行政上来讲，菲英岛属于南丹麦大区。在菲英郡尚未并入南丹麦大区（2006年）之前，菲英岛构成了菲英郡的绝大部分地区。
菲英岛藉由大貝爾特橋與西蘭島相連結，並藉由2座橋與日德蘭半島相通。位於南部的伊埃斯科城堡是歐洲保存最好的文藝復興風格的臨水城堡。
与欧登塞不同，岛上其他主要的城镇都位于海岸线上，包括凯特明讷、尼堡、斯文堡、福堡、阿森斯、米泽尔法特、博恩瑟。
知名丹麥詩人漢斯·克里斯蒂安·安徒生、作曲家卡爾·尼爾森、语言学家拉斯穆斯·拉斯克皆是在菲英島上出生的。

## 菲英岛方言
丰斯克，也被称为丰斯克方言，是指在菲茵岛及其相邻岛屿上所讲的丹麦语的各种变体。在菲茵岛，通常区分至少四种主要方言：东丰斯克、北丰斯克、南丰斯克和西丰斯克，以及子方言，如Tåsingsk、ærøsk和langelandsk。西丰斯克还可以进一步分为西北丰斯克和西南丰斯克。在本地区，甚至在短距离内，例如在邻近城镇之间，也可能存在显著的变化。与西兰岛和兰岛-法尔斯特岛上的方言一起，丰斯克方言构成了所谓的岛屿方言。
丰斯克文化的一个特征是使用特定的短语“mojn mojn"，通常用作互相告别时的问候。这种短语表达了丰斯克语言及其社会习俗的一种友善和温暖形式。
在菲茵岛及其周围岛屿上，方言仍然保留着三种语法性别：阳性、阴性和中性。这也适用于兰岛和法尔斯特岛上的方言，这可能是因为丰斯克在历史上对这些方言产生了影响。奥登塞曾从中世纪到1803年担任兰岛-法尔斯特岛的主教座和行政中心。与标准丹麦语相比，丰斯克方言只有两种语法性别：共性和中性。
阳性不定冠词的形式是"ei"，定冠词的后缀是"-ei(i)"：Ei mar, mar'i, ei post, posti, ei vogn, vogni, ei ovn, ovni, ei kat, katti, ei mån*, måni (男人，邮件，车，炉子，猫，月亮)等。根据重音边界，某些单词可能有或没有重音。